# Ярославський державний театр ляльок
Ярославський державний театр ляльок (рос. Ярославский государственный театр кукол) — державний театр ляльок у обласному центрі Російської Федерації місті Ярославлі, значний осередок культури і дозвілля міста й області.

## Загальні дані
Ярославський державний театр ляльок міститься в спеціально зведеній функціональній сучасній будівлі Ярославського дитячого театрального комплексу і розташований на площі Юності за адресою:
вул. Свободи, буд. 23, м. Ярославль—150000 (Росія).
Директор театру — заслужений працівник культури РФ Дмитро Ардальонович Стрекалов.

## Історія театру
Театр ляльок у Ярославлі був заснований 1 березня 1927 року з ініціативи Марії Миколаївни Слобідської. 8 березня 1928 року відбувся перший його публічний виступ. Спектаклі спершу відбувалися по дворах міських будинків.
У 1932 році Ярославський театр ляльок під опіку взяло товариство «Друг дітей». Відтак наступного року (1933) міський відділ народної освіти виділив колективу кімнату в бібліотеці імені М. О. Некрасова на вулиці Свободи. Фінансувався театр тоді на прибутки від шевської майстерні при «Другу дітей».
У роки Німецько-радянської війни колектив театру виступав у шпиталях, в цехах, проводжав солдатів на фронт, загалом у воєнний час було показано 1 638 вистав.
У 1949 році ярославські лялькарі отримали приміщення на вулиці Комітетській.
Починаючи від 1966 року Ярославський театр ляльок є членом міжнародної організації лялькарів УНІМА.
У 1984 році колектив ярославських лялькарів переїхав до сучасної будівлі на площі Юності.

## Репертуар і гастролі
За 80 років у Ярославському державному театрі ляльок було поставлено близько 300 спектаклів, було дано близько 30 000 вистав, в яких зіграли понад 3 000 ляльок.
Театр випускає не менше 4 нових вистав за сезон. Причому в традиціях театру — завжди заохочувати і розвивати творчу ініціативу самих акторів, даючи можливість і знаходячи кошти на художній експеримент.
Зокрема, у чинному репертуарі ярославських лялькарів — постановки переважно за класичними казками і обробками російського фольклору, сучасна драматургія:
- «Что за прелесть эти сказки» (за мотивами казок О. С. Пушкіна);
- «Карлик нос» (В. Гауфф);
- «Жили — были дед и баба» Наталії Бурої;
- «Однажды на диком Западе» Анатолія Бєлкова;
- «Гуси — лебеди» В'ячеслава Борисова та Ярослава Узенюка;
- «Снежная королева» (Г. К. Андерсен);
- «Золотой цыплёнок» Володимира Орлова;
- «ЧЁРНАЯ КУРИЦА» Антонія Погорельського;
- «Царевна — лягушка» і «Аладдин и волшебная лампа» Ніни Гернет;
- «Дюймовочка» (за однойменною казкою Г. К. Андерсена);
- «Кентервильское привидение» (О. Вайльд);
- «Маша и медведь» Володимира Швембергера;
- «Бука» Михайла Супоніна;
- «Морозко» Марії Шуринової;
- «Кот в сапогах» (Ш. Перро);
- «Волшебник изумрудного города» (О. Волков);
- «Заяц, лиса и петух» Миколи Шувалова;
- «Золушка» (Є. Шварц);
- «Щелкунчик» (Е. Т. А. Гофманн);
- «Озорные бывальщины» (за мотивамами казок С. Писахова);
- «Аленький цветочек» (І. Карнаухова, Л. Браусевич);
- «Три поросенка» (С. Михалков);
- «По щучьему велению» Б. Сударушкина.

Ярославський державний театр ляльок активно гастролює і бере участь у міжнародних фестивалях в Польщі, Румунії, Німеччині, Австрії, Голландії, Норвегії, Фінляндії, Великій Британії, США, Індії, Ізраїлі, на Кіпрі.

## Виноски
1. ↑  Контакти [Архівовано 2010-11-13 у Wayback Machine.] на Офіційна вебсторінка театру
2. ↑  Керівництво (театру) [Архівовано 2010-11-11 у Wayback Machine.] на Офіційна вебсторінка театру
3. ↑  Про театр [Архівовано 11 листопада 2010 у Wayback Machine.] на Офіційна вебсторінка театру [Архівовано 17 жовтня 2016 у Wayback Machine.] (рос.)
4. ↑  Репертуар (театру) [Архівовано 11 листопада 2010 у Wayback Machine.] на Офіційна вебсторінка театру [Архівовано 17 жовтня 2016 у Wayback Machine.]